# 2009-es Dakar-rali

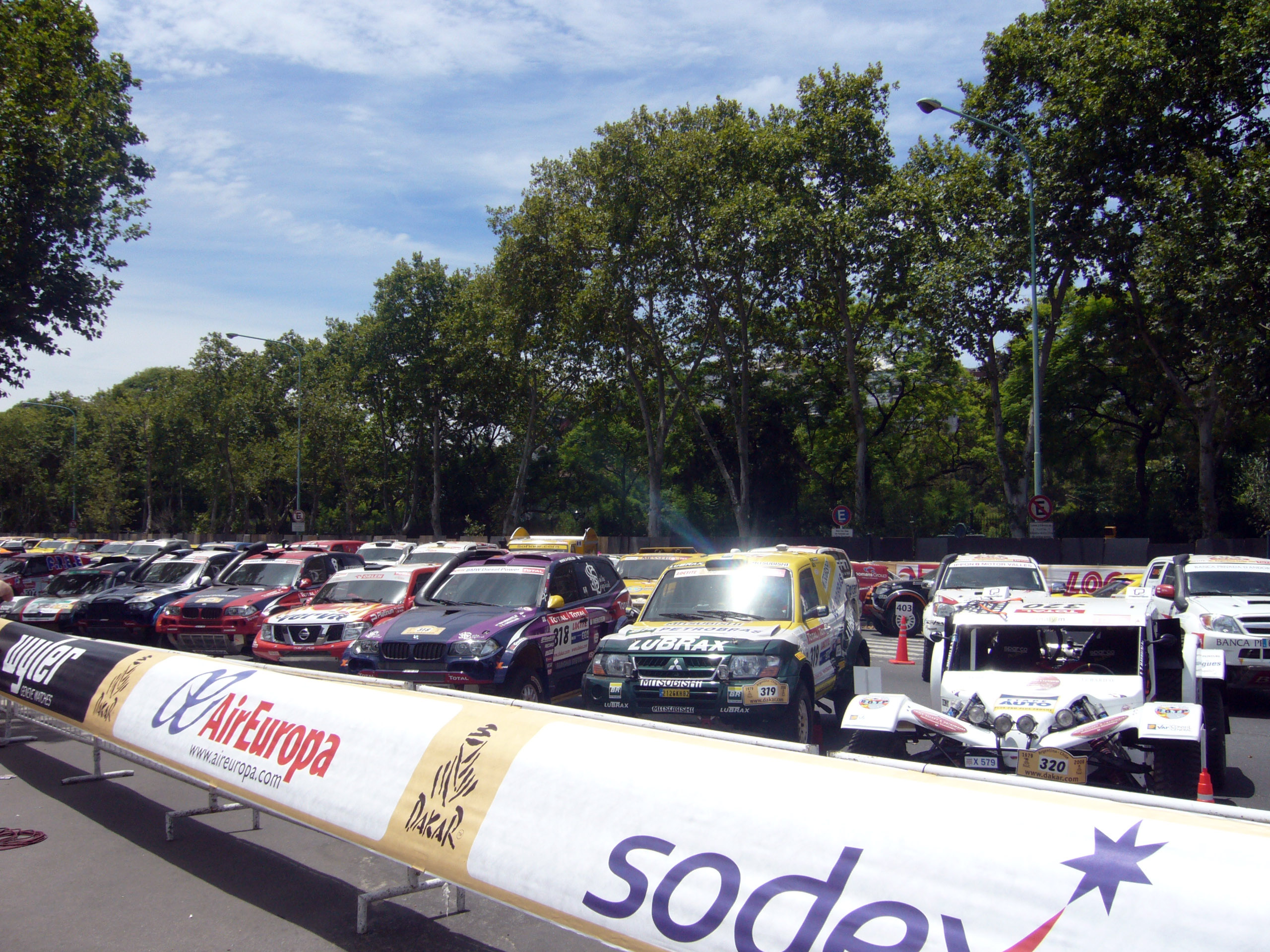
A versenyautók a verseny megkezdése előtt

A 2009-es Dakar-rali a 30. versenye a Dakar-rali versenysorozatának, melyeken autók, motorok és teherautók indultak. A verseny 2009. január 3-án kezdődött, és az útvonal érinti Argentínát és Chilét. Ez volt az első alkalom, hogy a rali Európán és Afrikán kívül került megrendezésre (a folyamatos terrorfenyegetések miatt helyezték át a versenyt, ebből az okból maradt el a 2008-as Dakar-rali is).
Étienne Lavigne, a rali versenyigazgatója először 2008 februárjában nyilatkozott az verseny új helyszínéről. Azt mondta: "A Dakar-rali résztvevői új vidékeket és tájakat fognak felfedezni, de a kaland és a verseny korábbi, töretlen szellemével, és természetesen nehéz szakaszokkal."

## Résztvevők
A 2009-es Dakar-ralin 50 ország 540 csapata vett részt. A csapatoknak 14 szakaszt kellett teljesíteniük január 3. és január 17. között. A 2009-es ralin 217 motorkerékpár, 25 quad, 177 autó és 81 kamion 837 versenyzője indult.

## Útvonal

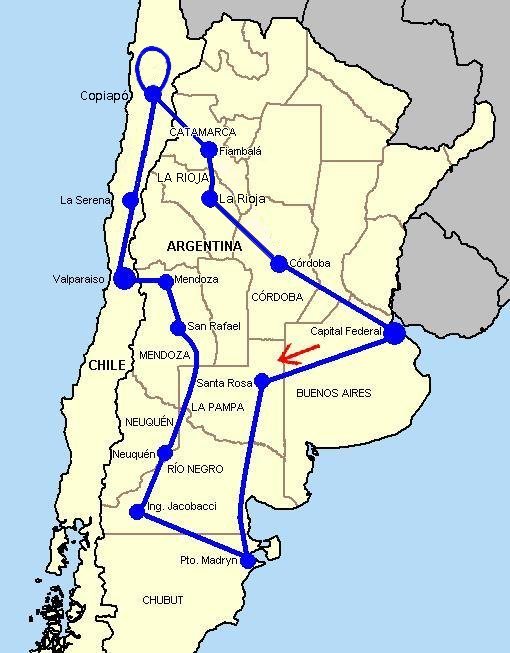
Versenyszakaszok

A verseny az argentin fővárosból, Buenos Airesből indult egy szimbolikus starttal - ezt körülbelül 500 ezer fős rajongói tábor kísérte figyelemmel -, melyet január 2-án tartottak a város belvárosában. A teljes versenytáv több, mint 9578 km (5951 mérföld), melyből 5652 km-nyi szakasz időfutam. A viadal 15 napja alatt egyszer tartottak pihenőnapot - január 10-én, a chilei Valparaísoban. A versenyt 10 argentin és 3 chilei szakasz alkotta.
| Szakasz | Dátum      | Honnan        | Hová          | Össztáv (km) |
| ------- | ---------- | ------------- | ------------- | ------------ |
| 1       | január 3.  | Buenos Aires  | Santa Rosa    | 733          |
| 2       | január 4.  | Santa Rosa    | Puerto Madryn | 837          |
| 3       | január 5.  | Puerto Madryn | Jacobacci     | 694          |
| 4       | január 6.  | Jacobacci     | Neuquén       | 488          |
| 5       | január 7.  | Neuquén       | San Rafael    | 763          |
| 6       | január 8.  | San Rafael    | Mendoza       | 625          |
| 7       | január 9.  | Mendoza       | Valparaíso    | 816          |
|         | január 10. | Pihenőnap     | Pihenőnap     | Pihenőnap    |
| 8       | január 11. | Valparaíso    | La Serena     | 652          |
| 9       | január 12. | La Serena     | Copiapó       | 537          |
| 10      | január 13. | Copiapó       | Copiapó       | 686          |
| 11      | január 14. | Copiapó       | Fiambalá      | 680          |
| 12      | január 15. | Fiambalá      | La Rioja      | 518          |
| 13      | január 16. | La Rioja      | Córdoba       | 753          |
| 14      | január 17. | Córdoba       | Buenos Aires  | 792          |

A sűrű köd és az Argentína - Chile közötti határátkelés miatt a verseny 11. szakaszát törölték a szervezők.

## Végeredmény

### Motor
|    | Versenyző      | Motor  |
| -- | -------------- | ------ |
| 1. | Marc Coma      | KTM    |
| 2. | Cyril Despres  | KTM    |
| 3. | David Fretigne | Yamaha |

### Autó
|     | Versenyző          | Motor      |
| --- | ------------------ | ---------- |
| 1.  | Giniel de Villiers | Volkswagen |
| 2.  | Mark Miller        | Volkswagen |
| 3.  | Robby Gordon       | Hummer     |
| 22. | Szalay Balázs      | Opel       |
| 21. | Palik László       | Nissan     |

### Kamion
|    | Versenyző        | Motor |
| -- | ---------------- | ----- |
| 1. | Vlagyimir Csagin | Kamaz |
| 2. | Firdaus Kabirov  | Kamaz |
| 3. | Gerard de Rooy   | Ginaf |